# Гроза (Харьковская область)
Гроза (укр. Гроза) — село в Шевченковской поселковой общине Купянского района Харьковской области Украины.
Код КОАТУУ — 6325785802. Население по переписи 2001 года составляет 501 (239/262 м/ж) человек.

## Географическое положение
Село Гроза находится на одном из истоков реки Средняя Балаклейка. На расстоянии в 1 км расположены сёла Огурцовка, Самарское и Александровка, в 2,5 км находится пгт Шевченково. По селу протекает пересыхающий ручей с запрудами. Рядом проходит автомобильная дорога Р-07.

## История
- 1922 — дата основания.
- с первых дней российского нападения на Украину село было оккупировано российскими войсками, освобождено в ходе контрнаступления осенью 2022 года[1].
- 5 октября 2023 года произошел обстрел российской армией местного магазина и кафе, где проходили поминки по погибшему односельчанину. В результате удара погибли 59 мирных жителей, в том числе 6-летний ребёнок[2][3].

## Достопримечательности
- Братская могила советских воинов. Похоронено 30 воинов.